# Oecetis decora
Oecetis decora är en nattsländeart som beskrevs av Douglas E. Kimmins 1957. Oecetis decora ingår i släktet Oecetis och familjen långhornssländor. Inga underarter finns listade i Catalogue of Life.